# آنتونی فلو
آنتونی گاررارد نیوتون فلو (به انگلیسی: Antony Garrard Newton Flew)، (۱۱ فوریه ۱۹۲۳–۸ آوریل ۲۰۱۰) فیلسوف بریتانیایی مکتب فلسفه تحلیلی بود.

## از بی‌خدایی تا دادارباوری (خداباوری بدون دین)
فلو در سال ۱۹۵۰ با نگارش مقاله «الهیات و ابطال‌پذیری» مبحث تحقیق‌پذیری عبارات دینی و به ویژه عبارت «خدا وجود دارد» را از نو باز کرد. از آن زمان به مدت بیش از نیم قرن وی در جایگاه استادی فلسفه در دانشگاه‌های آکسفورد، آبِردین، کیل و ریدینگ و به عنوان سخنران در بسیاری از دانشگاه‌های آمریکایی و کانادایی، در مباحث علمی، کتاب‌ها، سخنرانی‌ها و مقالات خود از بی‌خدایی دفاع می‌کرد و به انتقاد از اعتقاد به زندگی پس از مرگ می‌پرداخت.
از مهم‌ترین آثار وی در این دوره می‌توان به رویکرد جدید به تحقیقات روانی، خدا و فلسفه، مقدمه‌ای بر فلسفه غرب، حیوان خردمند و فلسفه اعتقادی هیوم اشاره کرد.
او در سال ۲۰۰۴ از امضا کنندگان مانیفست انسان‌گرا بود (نک انسان گرایی و آرمان‌هایش) با این حال در سال ۲۰۰۴ در ۸۱ سالگی رسماً تغییر عقیده‌اش در زمینه فلسفه دین را اعلام کرد و پذیرفت که جهان آفریده شده‌است.
هنوز مدتی نگذشته بود که فلو کتاب «خدا هست»: (چگونه معروف‌ترین آتئیست جهان تغییر عقیده داد) را تألیف نمود. کتاب مذکور با انتقادات بسیاری مواجه گشت و نیویورک تایمز نوشت که فلو به علت کهولت سن دچار زوال عقل شده و Roy Abraham Varghese مؤلف اصلی کتاب است. موضوع همچنان محل ستیز باقی‌ماند و واکنش‌های بسیاری برانگیخته شد. این کتاب با نام هرکجا که دلیل ما را برد همراه با مقدمه‌ای تفصیلی از مترجم به فارسی برگردانده و توسط پژوهشگاه علوم انسانی چاپ شده‌است.
آنتونی فلو در سه دهه نماد خداناباوری فیلسوفانه‌ای بود که در نقد براهین اثبات وجود خدا و ناتمام نشان دادن آن براهین سعی بلیغی نمود، اما در سال‌های پایانی عمر با نوشتن یک کتاب و چند مقاله از موضع فلسفی پنجاه ساله خود دست کشید و اعلام کرد مطالعات عمیق‌تر او در حوزه زیست‌شناسی مولکولی و ژنتیک او را متقاعد ساخته‌است که بدون وجود و اراده خالق، جهان و حیات شکل نمی‌گرد.
او در مصاحبه‌ای که با نشریه «انجمن فلسفی – انجیلی» Philosophia Christ در شماره زمستان سال ۲۰۰۵ انجام داد در خلال این مصاحبه که هابر ماس فیلسوف و مورخ پرکار دانشگاه لیبرتی آن را رهبری می‌کرد اعلام داشت که دست از الحاد شسته‌است و به وجود خالقی برای جهان اعتقاد یافته‌است.
البته آنتونی فلو در آغاز همان مصاحبه اعلام می‌کند: «من هنوز به خدای ادیان (با تأکید بر ادیان ابراهیمی) اعتقادی ندارم». خدای او بیشتر به خدای ارسطو و اسپینوزا شباهت دارد. خدای او همان واقعیت نهایی یا به تعبیر دیگر علت اولی است. حال آن‌که خدای ادیان ابراهیمی قصد روشنی برای آشکارگری از طریق وحی دارد و کنش‌های معینی را از انسان مطالبه می‌کند.
آنتونی فلو سرانجام در تاریخ ۸ آوریل ۲۰۱۰ درحالی که خداباور بود، درگذشت.

## آثار
- A New Approach to Psychical Research (1953)
- New Essays in Philosophical Theology (1955) editor with السدیر مک‌اینتایر
- Essays in Conceptual Analysis (1956)
- Hume's Philosophy of Belief (1961)
- Logic And Language (1961) editor
- God and Philosophy (1966)
- Logic & Language (Second Series) (1966) editor
- Evolutionary Ethics (1967)
- An Introduction to Western Philosophy - Ideas and Argument from Plato to Sartre (1971)
- Body, Mind and Death (1973)
- Crime or Disease (1973)
- Thinking About Thinking (1975)
- Sociology, Equality and Education: Philosophical Essays In Defence Of A Variety Of Differences (1976)
- Thinking Straight (1977) (ISBN 978-0-87975-088-6)
- A Dictionary of Philosophy (1979) editor, later edition with Stephen Priest
- Philosophy, an Introduction (1979)
- Libertarians versus Egalitarians (c.1980) pamphlet
- The Politics of Procrustes: contradictions of enforced equality (1981)
- Darwinian Evolution (1984)
- * The Presumption of Atheism (1976). reprinted as God, Freedom and Immortality: A Critical Analysis. (1984)
- Examination not Attempted in Right Ahead, newspaper of the Conservative Monday Club, Conservative Party Conference edition, October 1985.
- God: A Critical Inquiry (1986) - reprint of God and Philosophy (1966) with new introduction
- Agency and Necessity (Great Debates in Philosophy) (1987) with Godfrey Norman Agmondis Vesey
- Did Jesus Rise From the Dead? The Resurrection Debate (1987) with Gary Habermas
- Power to the Parents: Reversing Educational Decline (1987)
- Prophesy or Philosophy? Historicism or History? in Marx Refuted, edited by Ronald Duncan and کالین ویلسون، Bath, (UK), 1987, شابک ‎۰−۹۰۶۷۹۸−۷۱-X
- Readings in the Philosophical Problems of Parapsychology (1987) editor
- God, A Critical Inquiry (1988)
- Does God Exist?: A Believer and an Atheist Debate (1991) with Terry L. Miethe
- A Future for Anti-Racism? (Social Affairs Unit 1992) pamphlet
- Atheistic Humanism (1993) (ISBN 978-0-87975-847-9)
- Thinking About Social Thinking (1995)
- Education for Citizenship (Studies in Education No. 10) (Institute of Economic Affairs, 2000)
- Merely Mortal? (2000)
- Equality in Liberty and Justice (2001) Transaction Publishers.
- Does God Exist: The Craig-Flew Debate (2003) with William Lane Craig (ISBN 978-0-7546-3190-3)
- Social Life and Moral Judgment (2003)
- God and Philosophy (2005) - another reprint of God and Philosophy (1966) with another new introduction
- There is a God: How the World's Most Notorious Atheist Changed His Mind (2007) with Roy Abraham Varghese (ISBN 978-0-06-133529-7)

## در فارسی
در زبان فارسی دو کتاب هرکجا که دلیل ما را بَرَد، اثر سیدحسن حسینی، و خدا وجود دارد، اثر اسماعیل شرفی، به بحث دربارهٔ آرا و عقاید فلو اختصاص دارند.